# Стахів Ярослав
Стахів Ярослав (нар. 23 березня 1931, Львів) — інженер-конструктор у США, син Матвія і Франки Стахових, консультант флоту США у ділянці океанічної технології. Винахідник прозорого з усіх боків підводного човна на 3 особи, який витримує тиск води на глибині 600 футів.